# Nicola Amoruso
Nicola Amoruso (* 29. August 1974 in Cerignola) ist ein ehemaliger italienischer Fußballspieler.

## Karriere
Nicola Amoruso begann seine Karriere in der Jugendabteilung von Sampdoria Genua. Am 12. Dezember 1993 debütierte er beim 0:3 im Spiel gegen Inter Mailand für die Blucerchiati in der Serie A. In dieser Saison feierte Amoruso mit dem Gewinn der Coppa Italia auch gleich den ersten Erfolg seiner Karriere.
Trotzdem kam er bei Samp nicht richtig zum Zug und ging deshalb 1994 zu Fidelis Andria in die Serie B, wo er Stammspieler war und 15-mal traf. In der folgenden Saison spielte Amoruso für Calcio Padova in der Serie A. Dort war er wiederum Stammkraft und bester Torschütze der Mannschaft, konnte aber den Abstieg mit dem Team am Saisonende nicht verhindern.
Durch seine guten Leistungen wurde Rekordmeister Juventus Turin auf Amoruso aufmerksam, die ihn im Sommer 1996 verpflichtet. Dort fand er mit den Stürmerstars Alessandro Del Piero und Filippo Inzaghi zwar starke Konkurrenz auf seiner Position vor, schaffte es aber trotzdem regelmäßig zum Einsatz zu kommen. Mit Juve gewann er unter Trainer Marcello Lippi zwei italienische Meisterschaften, den Weltpokal sowie den Europäischen Supercup und stand 1997 und 1998 im Finale der Champions League. Insgesamt absolvierte Amoruso für Juventus 105 Partien und erzielte dabei 29 Tore.
Zwischen 1999 und 2005 spielte Nicola Amoruso in jeder Saison für eine andere Serie-A-Mannschaft. Zuerst wurde er an den AC Perugia verliehen, danach zum SSC Neapel, 2001/02 spielte er wieder bei Juventus und gewann mit den Turinern seine dritte Meisterschaft. Danach war er wieder an Perugia und später an Como Calcio ausgeliehen. Zur Saison 2003/04 wechselte Nicola Amoruso ablösefrei zum FC Modena, 2004/05 stand er beim FC Messina unter Vertrag.
Im Sommer 2005 wechselte er zu Reggina Calcio. In der Saison 2005/06 führte Amoruso mit elf Toren in 29 Spielen die Mannschaft aus Kalabrien auf den 13. Platz in der höchsten italienischen Spielklasse. In die Saison 2006/07 startete die Reggina wegen ihrer Verwicklung in den Manipulationsskandal mit 15 Minuspunkten und stand, nach Ansicht vieler Experten, schon als vor der Saison als Absteiger fest. Das Team schaffte jedoch, vor allem wegen der 35 erzielten Tore von Nicola Amoruso und seinem Sturmpartner Rolando Bianchi, den nicht für möglich gehaltenen Klassenerhalt. Im Sommer 2007 verlängerte er seinen Vertrag in Reggio Calabria bis 2010. Auch in der Saison 2007/08 kämpfte er mit der Reggina wieder gegen den Abstieg aus der Serie A. Am 4. Mai 2008 gelangen Amoruso beim 2:1-Sieg bei Catania Calcio zwei Treffer, mit denen er seinem Verein den ersten Auswärtssieg seit einem Jahr sicherte und die 100-Tore-Marke in der Serie A erreichte. Amoruso war der erste Spieler in der Geschichte der höchsten italienischen Spielklasse, dem dies bei neun unterschiedlichen Vereinen gelang. Mit zwölf Saisontoren in 33 Partien erzielte Amoruso fast ein Drittel aller Treffer der Reggina und trug so wiederum maßgeblich zum Klassenerhalt bei.
Am 8. Juli 2008 wechselte Nicola Amoruso zum FC Turin, wo er einen Zweijahresvertrag unterzeichnete. Die zweite Halbserie der Saison 2008/09 bestritt er leihweise beim Ligakonkurrenten AC Siena, der über eine Kaufoption verfügte, diese aber nicht wahrnahm.
Zur Saison 2009/10 wechselte Nicola Amoruso zum Aufsteiger FC Parma. In der Winterpause verließ er Parma und wechselte zu Atalanta Bergamo. Dort beendete er 2011 seine aktive Laufbahn.

## Titel und Erfolge

### Im Verein
- Italienische Meisterschaft: 1996/97, 1997/98, 2001/02
- Coppa Italia: 1993/94
- Champions-League-Finalist: 1996/97, 1997/98
- Weltpokal: 1996
- UEFA Super Cup: 1996
- Italienischer Supercup: 1997
- UEFA Intertoto Cup: 1999

### In der Nationalmannschaft
- U-21-Europameister: 1996

## Trivia
- Im Sommer 2006 wurde Nicola Amoruso im Rahmen der Untersuchungen gegen die Spielervermittlungsagentur GEA World von Alessandro Moggi, dem Sohn von Luciano Moggi, zu dem Umständen seiner Wechsel zum SSC Neapel 2001 und zum AC Perugia 2002 vernommen. Man vermutete, der Spieler sei unter Druck gesetzt worden, den Wechseln zuzustimmen.
- Nicola Amoruso ist nicht, wie oft behauptet, der Bruder von Alessandro Del Pieros Ehefrau Sonia Amoruso.